# Clusia unita
Clusia unita är en tvåvingeart som beskrevs av Boris Mamaev 1974. Clusia unita ingår i släktet Clusia och familjen träflugor. Inga underarter finns listade i Catalogue of Life.